# 자코포 아미고니
자코포 아미고니(이탈리아어: Jacopo Amigoni, 1682년 ~ 1752년)는 이탈리아의 화가이다.

## 주요 작품

Peter I Ier empereur de Russie